# Neuruppin
Neuruppin (Nuevo Ruppin) es una ciudad alemana, capital del distrito de Prignitz Oriental-Ruppin, estado federado de Brandeburgo. Desde que en el año 1993 se le incorporaron la ciudad de Alt Ruppin (Vieja Ruppin) y trece villas, cuenta con una superficie de 303,32 km², siendo una de las ciudades de mayor área de toda Alemania.

## Historia

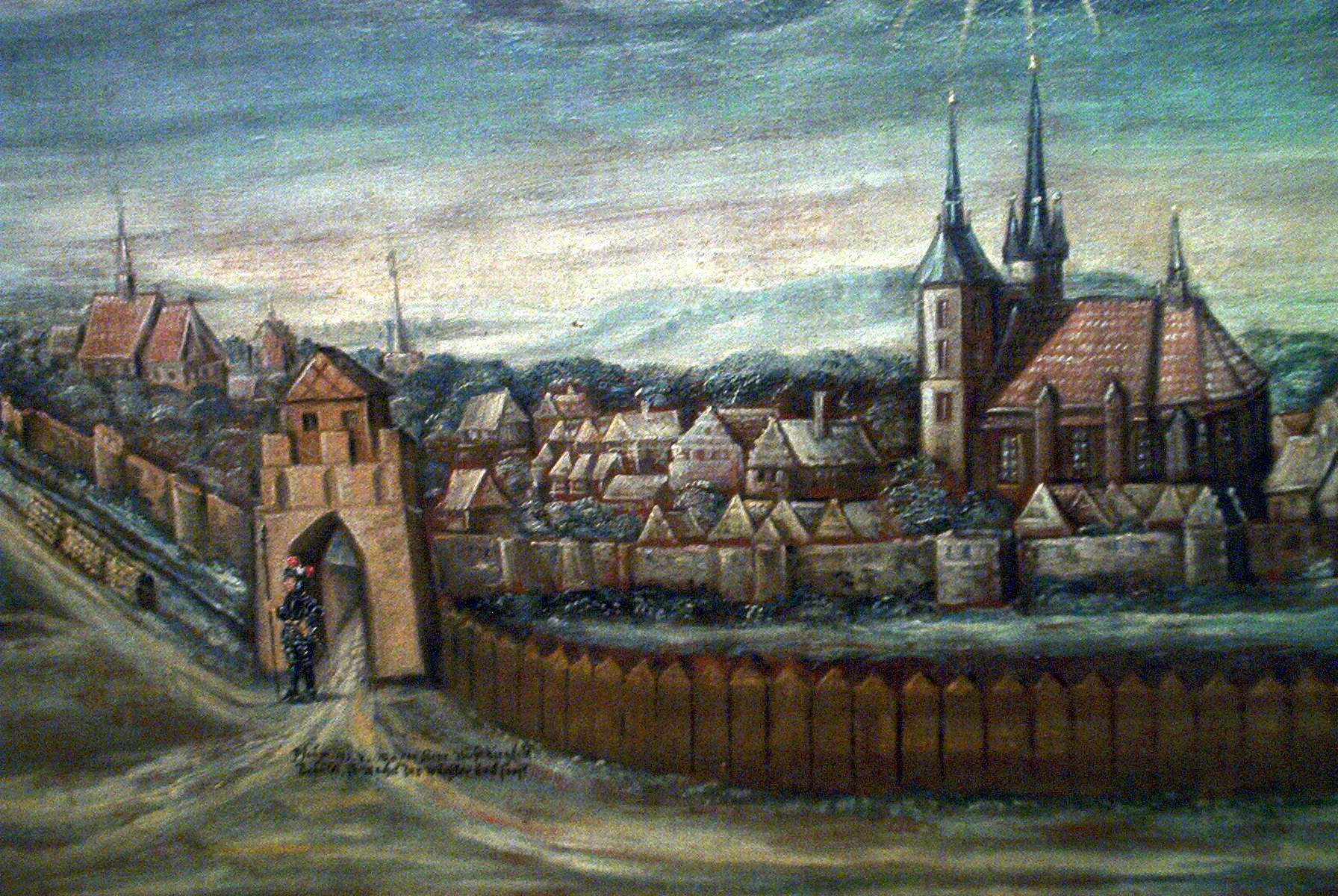
Neuruppin en 1694.

Durante la Edad de Piedra pasando a la Edad del Bronce, el área fue un asentamiento germánico y luego eslávico. Durante la cruzada de los wendos de 1147, este territorio fue conquistado por caudillos alemanes, entre ellos Alberto "El Oso". En 1214 se construyó una fortaleza sobre las ruinas del asentamiento eslávico. Al norte de la fortaleza se construyó un mercado y la iglesia de San Nicolás, siendo éstos los comienzos de la ciudad de Alt Ruppin. A comienzos del siglo XIII, al suroeste de la fortaleza, se comenzó el asentamiento de Neuruppin, creándose un mercado y construyéndose otra iglesia, también llamada de San Nicolás.
Neuruppin fue una ciudad planeada por el conde de Lindow-Ruppin que residía en Alt Ruppin. La primera mención en documentos data de 1238. La expansión del asentamiento original de Alt Ruppin hasta incluir el de Neuruppin ocurrió alrededor del año 1246, cuando se edificó un monasterio dominico, el primero de esta orden entre el río Elba y el Oder. Antes de acabar el siglo, ya se había levantado una muralla para proteger la ciudad. Durante la Edad Media Neuruppin era una de las ciudades más grandes del norte de Alemania. Tenía una dimensión de unos 700 x 700 metros. De esta época se conservan partes de la muralla.
Neuruppin fue destruida durante la Guerra de los Treinta Años. En 1685 empezó la migración de franceses hugonotes a la ciudad y en 1688 se convirtió en una de las primeras ciudades con guarnición de Brandeburgo. El futuro rey de Prusia, Federico II el Grande, vivió en Neuruppin entre 1732 y 1740 tras su fallido intento de escapar a Inglaterra. En 1781 nació en la ciudad el destacado arquitecto y pintor Karl Friedrich Schinkel.

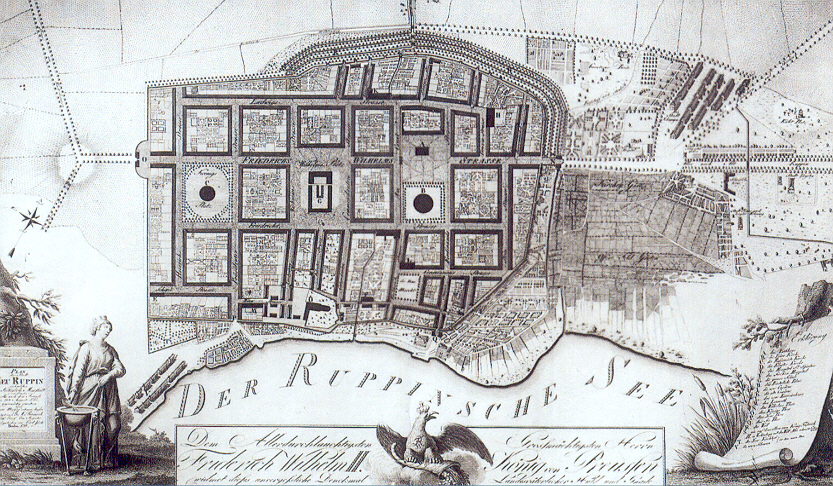
Plan de reconstrucción de Neuruppin por Brasch, 1789.

El 26 de agosto de 1787 un incendio destruyó dos terceras partes de la ciudad. Gracias a donaciones privadas y dinero de la Corona se pudo reconstruir entre 1788 y 1804, siguiendo los planes de Bernhard Mattias Brasch, con una red de anchas calles y elegantes plazas. Luego de la reconstrucción Neuruppin se convirtió en un centro de las ilustraciones a colores.
En 1819 nació en la ciudad el novelista Theodor Fontane, con el que la ciudad es asociada hasta la fecha. La ciudad tiene el sobrenombre de Fontanestadt o ciudad de Fontane. En 1893 se construyó un hospital psiquiátrico que durante el régimen nazi se convirtió en un centro de paso como parte del programa de eutanasia conocido como Aktion T4.
Tras la Segunda Guerra Mundial, el Ejército soviético estableció una base aérea militar al norte de la ciudad. Tras la reunificación de Alemania, protestas masivas contra el ruido condujeron a su cierre. La presencia militar soviética terminó en 1991 con el retiro de la 12.ª división blindada soviética.

## Demografía
- Tendencia poblacional desde 1875 (línea azul: población; línea punteada: comparación con tendencias poblacionales del estado de Brandenburg; fondo gris: tiempo de gobierno Nazi; fondo rojo: tiempo de Gobierno comunista)
- Proyecciones y desarrollo poblacional reciente (Desarrollo poblacional antes del censo del 2011 (línea azul); Desarrollo poblacional reciente de acuerdo al Censo en Alemania del 2011 (línea azul con bordes); Proyecciones ofiales para el período 2005-2030 (línea amarilla); para el período 2017-2030 (línea escarlata); para el período 2020-2030 (línea verde)

## Personajes famosos
En Neuruppin nacieron numerosas personalidades:
- 1781, Karl Friedrich Schinkel, † 1841, arquitecto.
- 1819, Theodor Fontane, † 1898, escritor.
- 1885, Hermann Hoth, † 1971, militar.
- 1930, Eva Strittmatter, † 2011, escritora.
- 1962, Uwe Hohn, atleta.
- 1965, Jens-Peter Herold, atleta.
- 1983, Tatjana Hüfner, deportista de luge, campeona olímpica en 2010.

Imágenes de Neuruppin
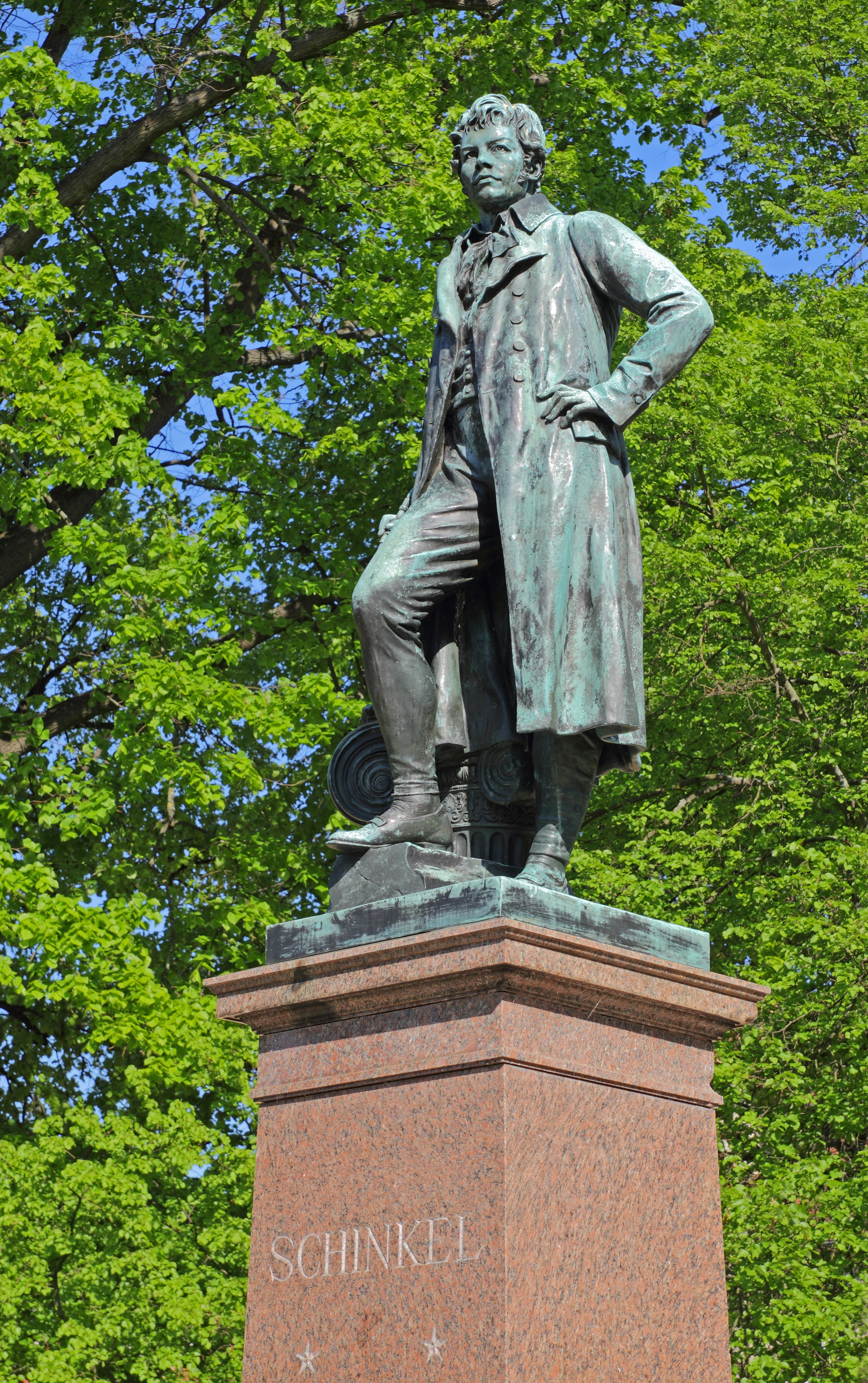
Monumento a Schinkel por Max Wiese en la Plaza de la Iglesia
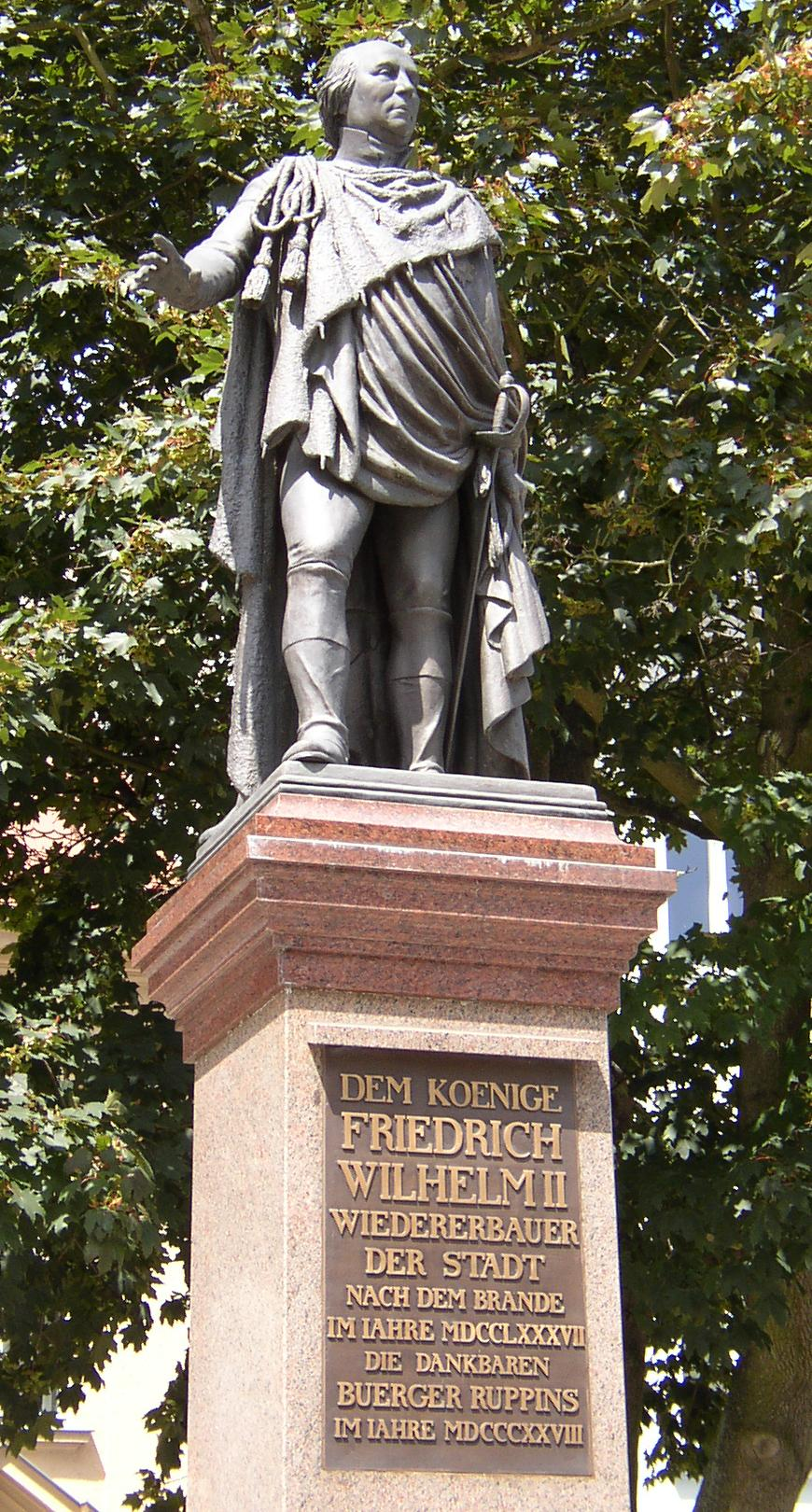
Monumento a Federico Guillermo II de Prusia
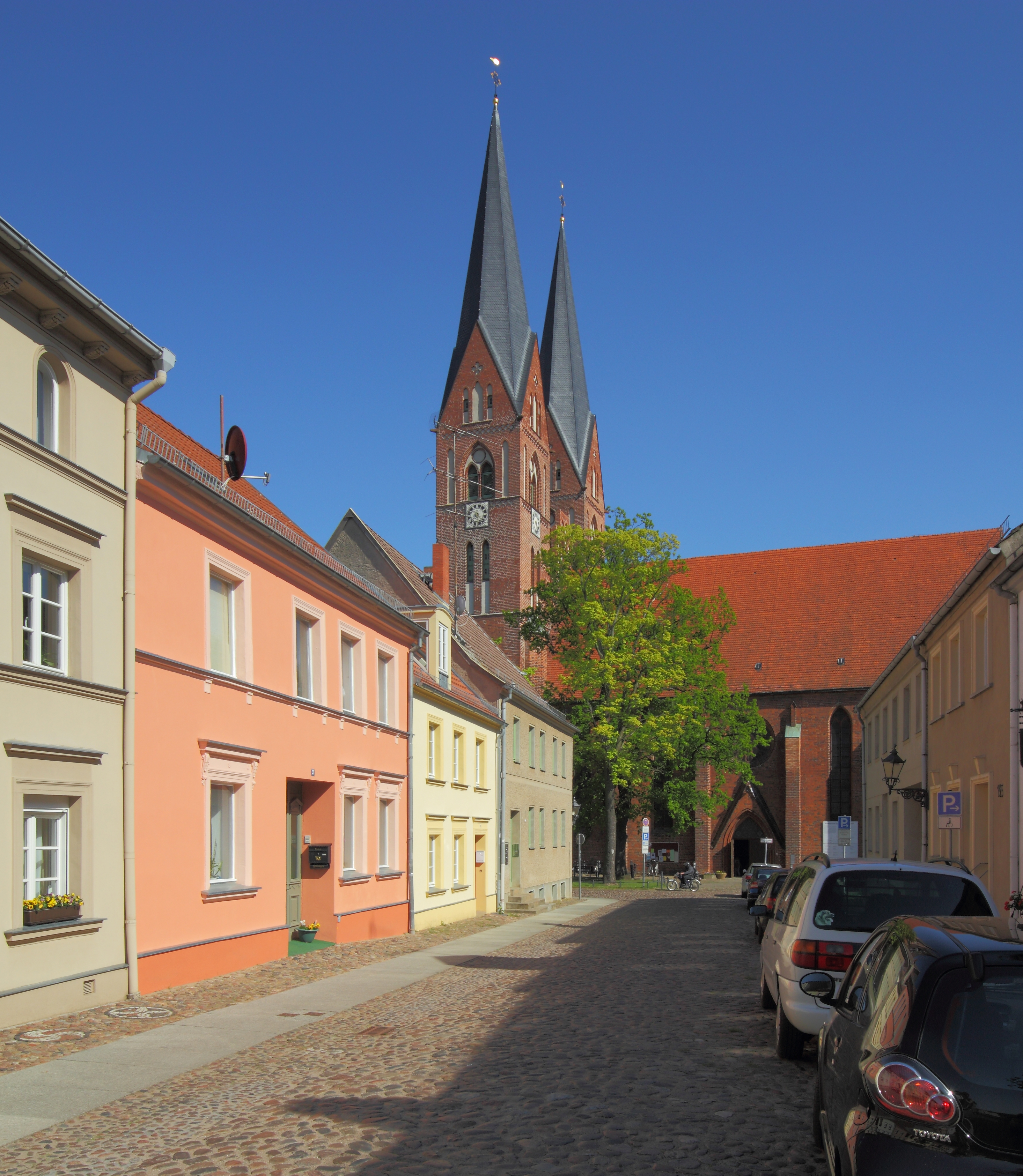
Iglesia de la Santa Trinidad
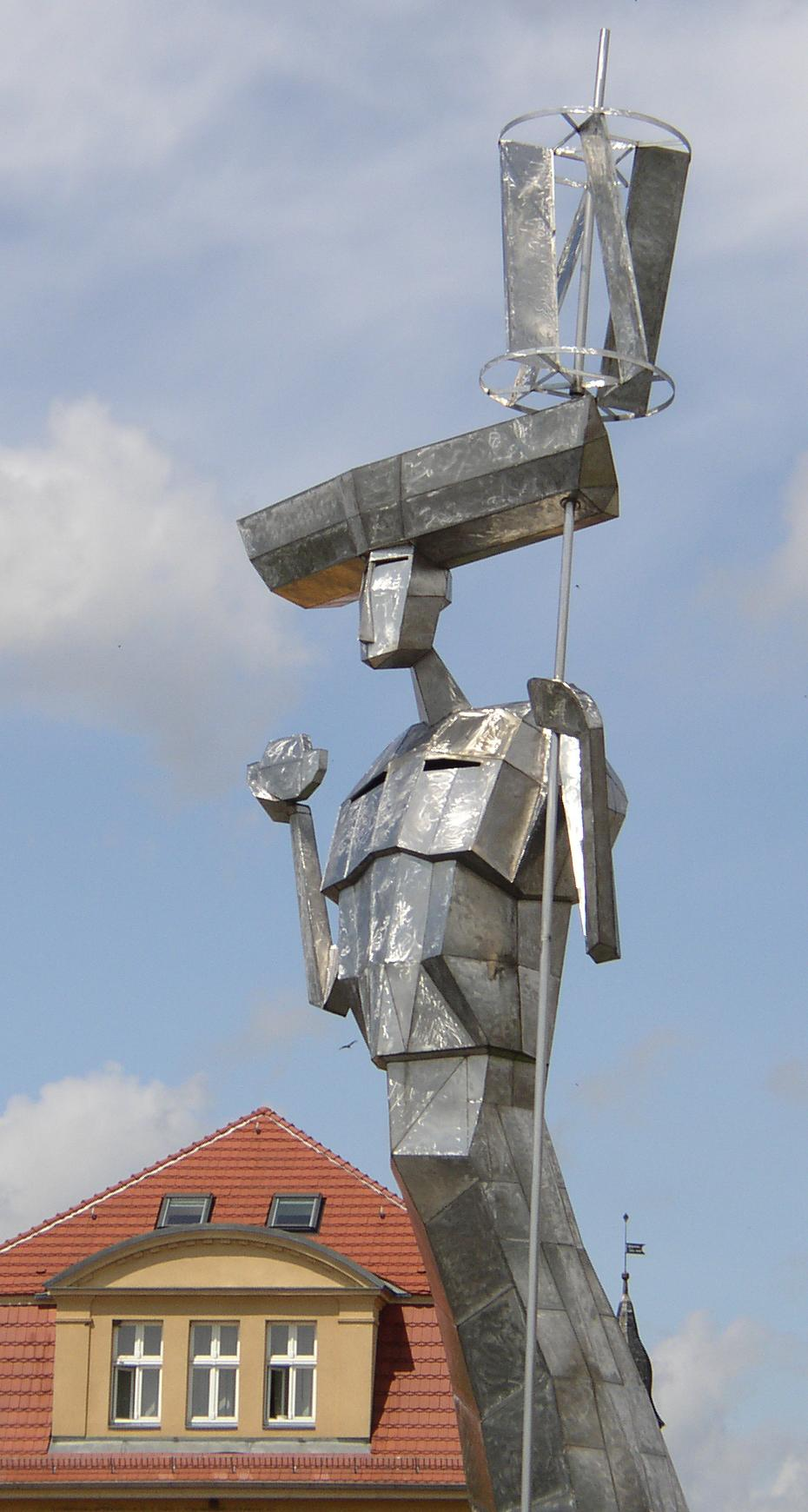
Detalle de la estatua "Parsival en el mar"
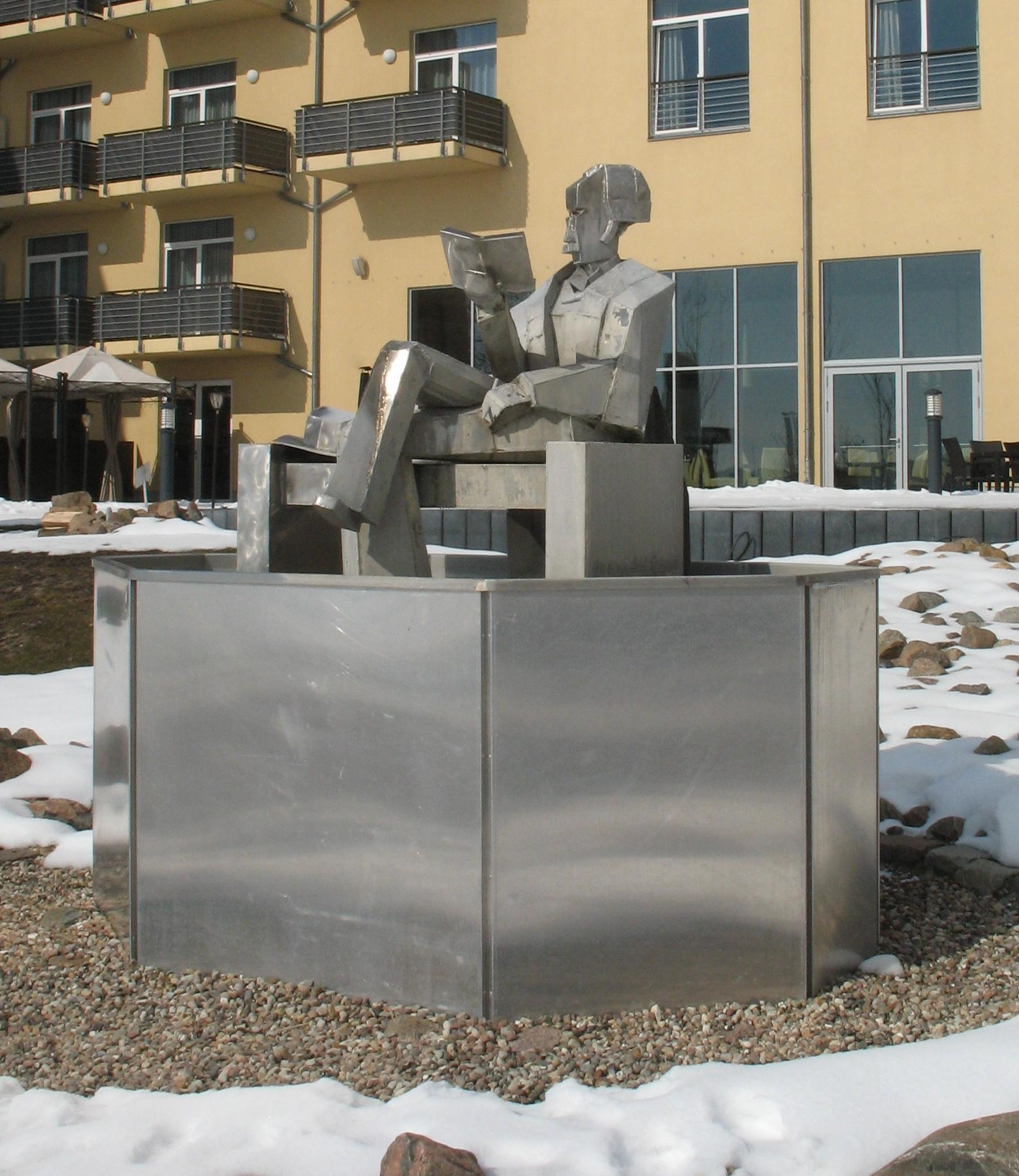
Theodor Fontane
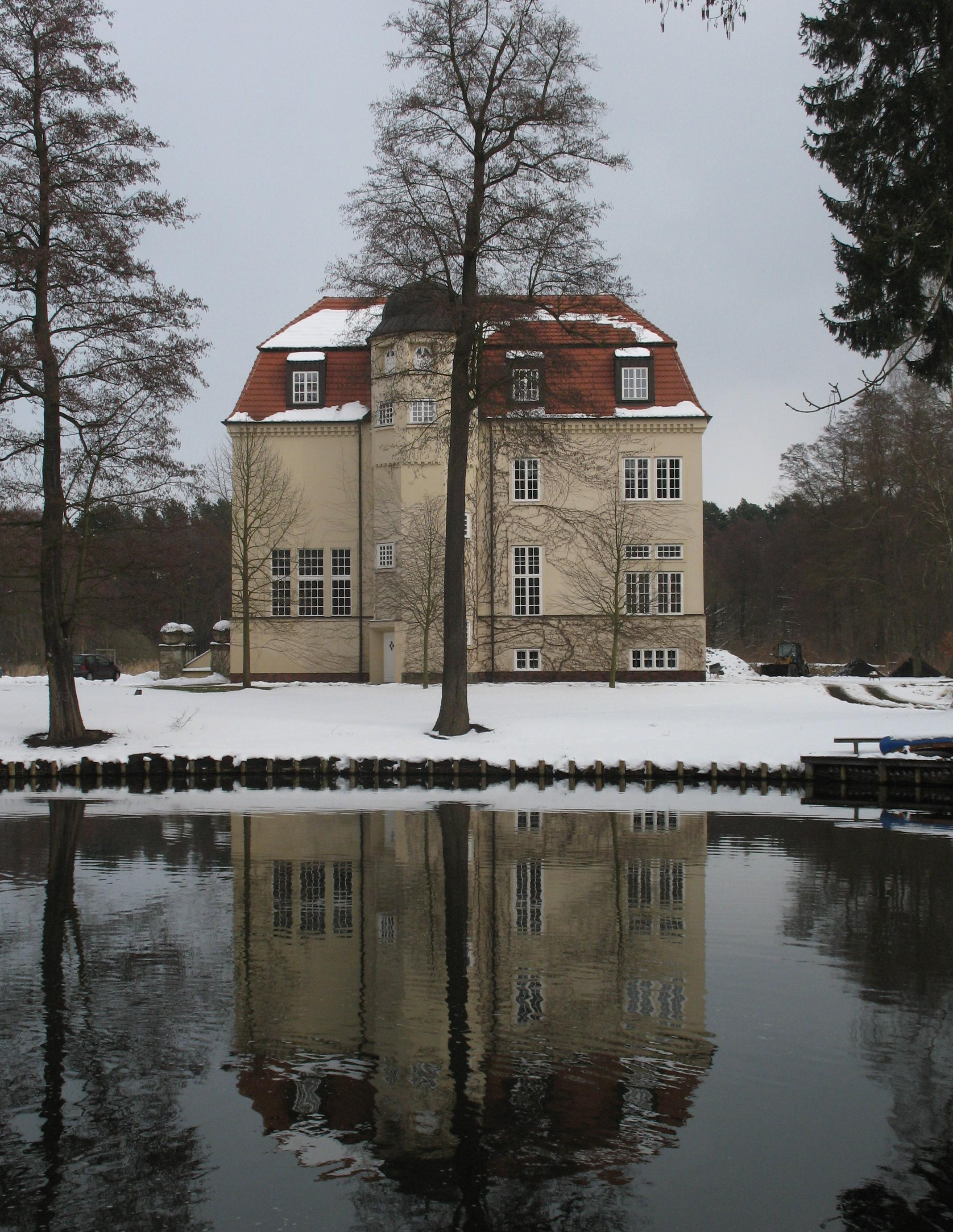
Neumühle
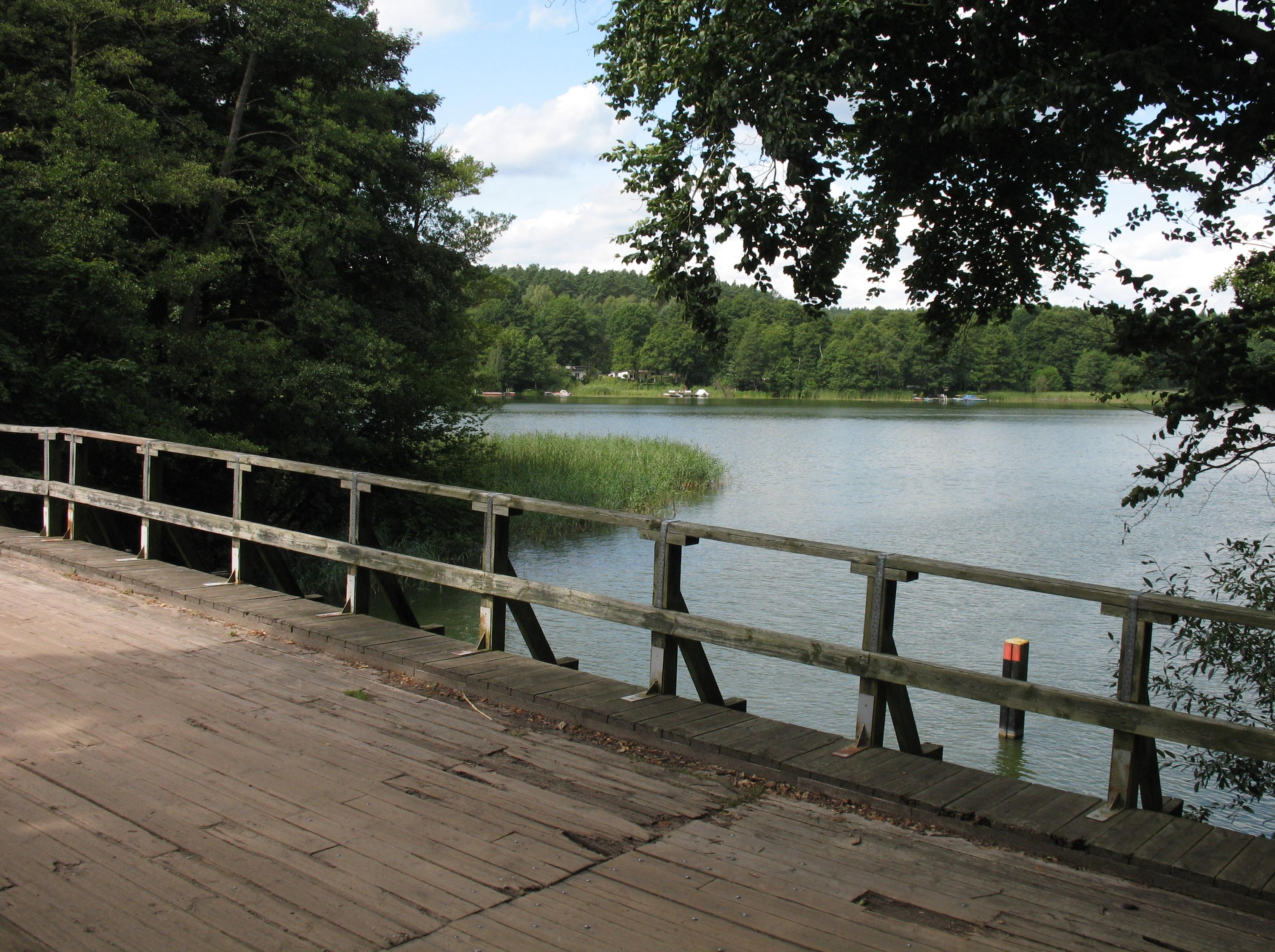
Zermützel